# Metilfenidat
Metilfenidat je jak stimulans koristi se za liječenje ADHD-a.
Metilfenidat je vrsta psihotropne tvari. Uvršten je u Hrvatskoj na temelju Zakona o suzbijanju zlouporabe droga na Popis droga, psihotropnih tvari i biljaka iz kojih se može dobiti droga te tvari koje se mogu uporabiti za izradu droga, pod Popis droga i biljaka iz kojih se može dobiti droga, pod 2. Popis psihotropnih tvari i biljaka, Odjeljak 2 - Psihotropne tvari sukladno Popisu 2. Konvencije UN-a o psihotropnim tvarima iz 1971. godine. Kemijsko ime je metil-2-fenil-2-(2-piperidil)acetat.

## Kemija
Kao i amfetamini, metilfenidat je derivat feniletilamina, no za razliku od amfetamina koji u α-položaju imaju metilnu skupinu, metilfenidat ima dulji alkilni supstituent koji je povezan s amino-skupinom, tvoreći tako piperidinski prsten.

## Djelovanje
Metilfenidat je psihostimulans. Farmakološki je vrlo sličan amfetaminu, ali ima slabije djelovanje.

Djeluje kao inhibitor ponovne pohrane dopamina, a u manjoj mjeri i noradrenalina. Amfetamin, s druge strane, istodobno i pojačava izlučivanje katekolamina i inhibira njihovu ponovnu pohranu.

## Nuspojave
Nuspojave su slične kao kod amfetamina, a one uključuju:
- gubitak apetita
- nesanicu
- anksioznost, napetost i nervozu
- glavobolju
- ubrzan rad srca
- povišen krvni tlak
- psihičku ovisnost (osobito pri zloupotrebi)
- i dr.